# République socialiste fédérative soviétique de Transcaucasie
Ne doit pas être confondu avec République fédérative démocratique de Transcaucasie.
1922–1936
Entités précédentes :
- RSS abkhaze
- RSS d'Arménie
- RSS d'Azerbaïdjan
- RSS de Géorgie

Entités suivantes :
- RSS d'Arménie
- RSS d'Azerbaïdjan
- RSS de Géorgie

La république socialiste fédérative soviétique de Transcaucasie (en abrégé RSFS de Transcaucasie ou RSFST ; en russe Закавказская Советская Федеративная Социалистическая Республика (ЗСФСР), Zakavkazskaïa Sovetskaïa Federativnaïa Sotsialistitcheskaïa Respoublika (ZSFSR)) est une république socialiste soviétique qui a existé de 1922 à 1936. Elle était composée des républiques socialistes soviétiques de Géorgie, d'Arménie et d'Azerbaïdjan, créées deux ans auparavant. La capitale de la république était Tbilissi.

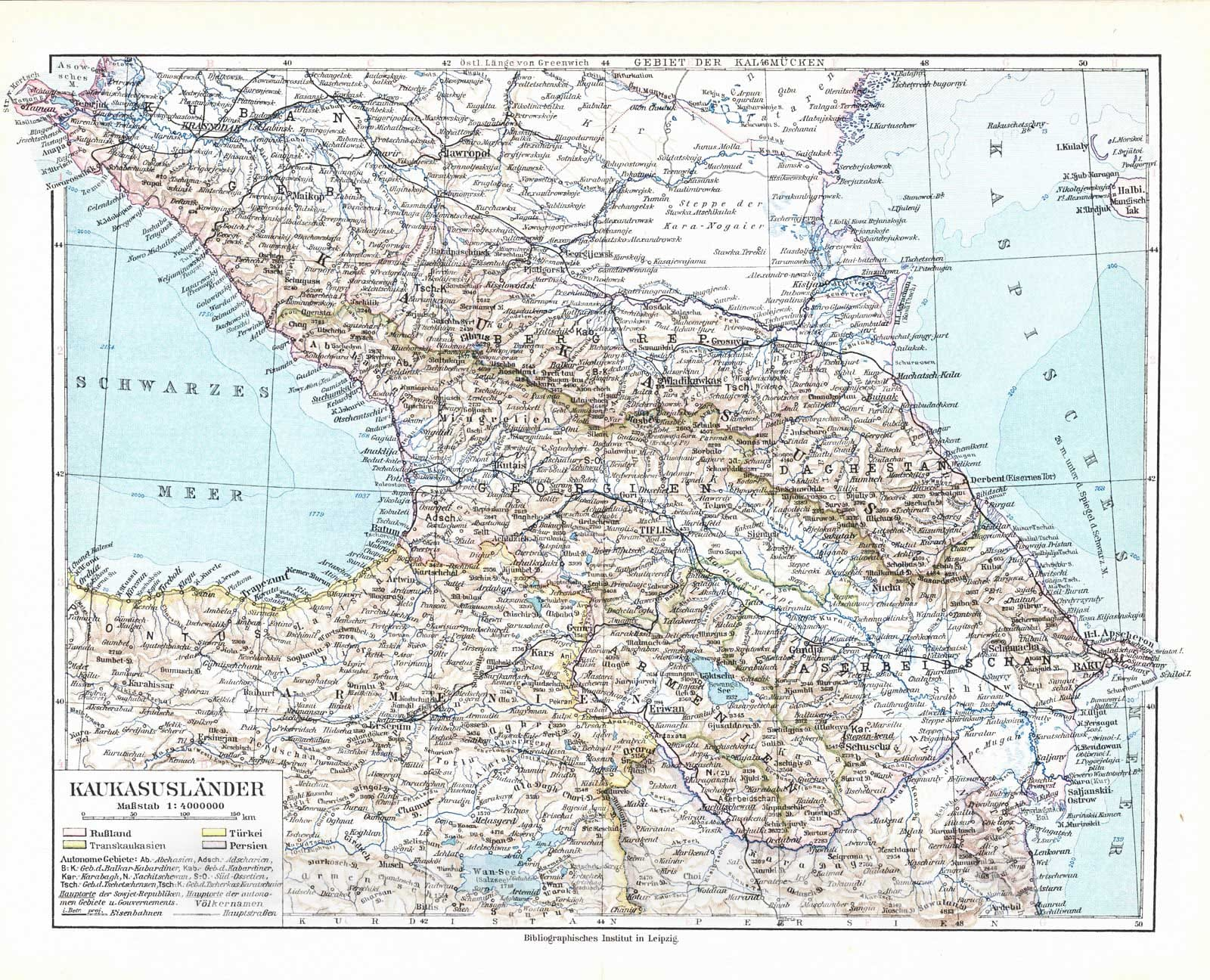
La république socialiste fédérative soviétique de Transcaucasie (1921-1924).

## Historique
La république trouve son origine dans la dissolution de l'Empire russe en 1917, durant la révolution russe, lorsque les provinces de la région du Caucase font sécession pour former leur propre État fédéral appelé la république démocratique fédérative de Transcaucasie. Les différends nationaux et la guerre avec la Turquie aboutissent à la dissolution de la république, six mois plus tard, en avril 1918.
Dans les années suivantes, les trois territoires constitutifs (devenus entretemps des républiques démocratiques d'Arménie, d'Azerbaïdjan et de Géorgie) connaissent des guerres civiles, avec une forte implication de l'Armée rouge, et deviennent des républiques socialistes soviétiques dans le courant de l'année 1920. En mars 1922, la zone est réunifiée en une union de républiques soviétiques. Elle est réorganisée en une seule république en décembre de la même année. En 1936, la république est dissoute et les trois républiques soviétiques constitutives reprennent leur autonomie au sein de l'URSS.

## Chefs de l'État
| Présidents du Conseil de l'Union | Date               | Parti                          |
| -------------------------------- | ------------------ | ------------------------------ |
| Nariman Narimanov                | Mars-décembre 1922 | Parti communiste d'Azerbaïdjan |
| Polikarp Mdivani                 | Mars-décembre 1922 | Parti communiste de Géorgie    |
| Aleksandr Myasnikyan             | Mars-décembre 1922 | Parti communiste d'Arménie     |

| Présidents du Comité exécutif central | Période       | Pour        |
| ------------------------------------- | ------------- | ----------- |
| Mikhaïl Tskhakaïa (1x)                | 1922-1927     | Géorgie     |
| Samad aga Aliyev                      | 1922-1929     | Azerbaïdjan |
| Sarkis Hambartsoumyan                 | 1922-1925     | Arménie     |
| Sarkis Kasyan                         | 1927-1931     | Arménie     |
| Filipp Makharadze (1x)                | 1927-1928     | Géorgie     |
| Mikhaïl Tskhakaïa (2x)                | 1928-1931     | Géorgie     |
| Gazanfar Musabekov                    | 1929-1931     | Azerbaïdjan |
| Filipp Makharadze (2x)                | 1931-1935     | Géorgie     |
| Armenak Ananyan                       | 1931-1935     | Arménie     |
| Sultan Majid Afandiyev                | 1931-1936     | Azerbaïdjan |
| Sergo Martikiyan                      | 1935-1936     | Arménie     |
| Avel Enoukidzé                        | Mars-Mai 1935 | Géorgie     |
| Filipp Makharadze (3x)                | 1935-1936     | Géorgie     |